# Sabina Spielrein
Sabina Nikolaievna Spielrein (în rusă Сабина Николаевна Шпильрейн; n. 25 octombrie/6 noiembrie 1885, Rostov-pe-Don, Imperiul Rus – d. 11 august 1942, Zmiiovskaia Balka, RSFS Rusă, URSS) a fost un medic rus evreu și psihanalistă. Ea a fost pacienta și eleva lui Carl Gustav Jung și prima femeie care a primit un doctorat în munca psihanalitică.

## Biografie
Ea a fost succesiv pacienta, apoi studenta, apoi colega lui Carl Gustav Jung, cu care a avut o relație intimă în perioada 1908-1910, așa cum este documentat în corespondența și jurnalele lor. De asemenea, ea s-a întâlnit, a corespondat și a avut o relație colegială cu Sigmund Freud. Unul dintre cei mai cunoscuți care au fost psihanalizați de ea a fost specialistul elvețian în psihologia dezvoltării, Jean Piaget. Ea a lucrat ca psihiatru, psihanalist, pedagog și pediatru în Elveția și Rusia. Într-o carieră profesională de treizeci de ani, a publicat peste 35 de lucrări în trei limbi (germană, franceză și rusă), care acoperă psihanaliza, psihologia dezvoltării, psihologia și psihologia educațională.  Cea mai cunoscuta și probabil cea mai influentă lucrare publicată în domeniul psihanalizei este eseul intitulat "Die Destruktion als Ursache des Werdens" (Distrugerea drept cauza de a intra în ființă), scrisa în limba germana în 1912. Sabina a fost, de asemenea, cunoscută ca pionier al psihanalizei și unul dintre primii care a introdus ideea de instinctul morții. A fost unul dintre primii oameni care au efectuat un studiu de caz privind schizofrenia și a realizat o disertație în jurnalul psihanalitic. 
Deși Spielrein a fost în mare parte amintită din cauza relației sale cu Jung și a fost uneori obiectul unor speculații aprinse, ea este acum din ce în ce mai mult recunoscută ca un gânditor important și inovator care a fost marginalizat în istorie din cauza eclectismului ei neobișnuit, a abordării ei feministe a psihologiei și datorită morții ei în Holocaust.

## Filme
- Ich hieß Sabina Spielrein. film documentar, Germania 2002. Regia: Elisabeth Márton.[15][16]
- Prendimi l'anima. Film artistic, Italia/Franța/Anglia 2003. Regia: Roberto Faenza. Film despre relația dintre Sabina Spielrein și Carl Gustav Jung. Cu Emilia Fox în rolul, Sabinei Spielrein și Iain Glen ca C. G. Jung.[17]
- A Dangerous Method. Film artistic, Canada/Anglia/Deutschland 2011. Regia: David Cronenberg. Cu Keira Knightley în rolul Sabinei Spielrein, Michael Fassbender ca Carl Gustav Jung și Viggo Mortensen ca Sigmund Freud.[18]